# Сретенская церковь (Зимний дворец)
Сретенская церковь (Малая церковь Зимнего дворца) — домо́вая императорская церковь Зимнего дворца в Санкт-Петербурге. Построена Бартоломео Растрелли в 1768 году, утрачена в пожаре 1837 года, воссоздана архитектором Василием Стасовым.
После Февральской революции 1917 года не действует, иконостас демонтирован в 1929 году.

## История
Первый храм Сретения Господня появился в Зимнем дворце ещё при Екатерине I. Церковь по проекту Франческо Бартоломео Растрелли была построена на месте одноимённого храма, существовавшего при дворце Анны Иоановны. Её декоративным убранством занимался мастер И. Джани. Изображений интерьера церкви не сохранилось и сведения о её изначальной отделке скудны.
Храм был освящён 10 (21) января 1768 года. Обладая удобным расположением близ жилой половины дворца на втором этаже северо-западного ризалита, он использовался для частных богослужений императорской семьи.
При Николае I Сретенская церковь получила статус собора и в ней ежегодно 14 декабря совершались службы в воспоминание трагических событий восхождения Николая на престол.

### Восстановление в XIX веке
Церковь была уничтожена пожаром 1837 года, в котором пострадал весь дворец. Её восстановление, наряду с другими помещениями, было поручено В. П. Стасову. Архитектор хотел отказаться от попытки воссоздать допожарный вид церкви и сделать её двусветной — однако это не было одобрено императором, указавшим в задании «стараться с возможной точностью возобновить всё в прежнем виде». Проект восстановления, составленный при активном участии Николая I, был утверждён в апреле 1838 года и в целом послепожарное декоративное убранство воспроизводило первоначальный вид Сретенской церкви.

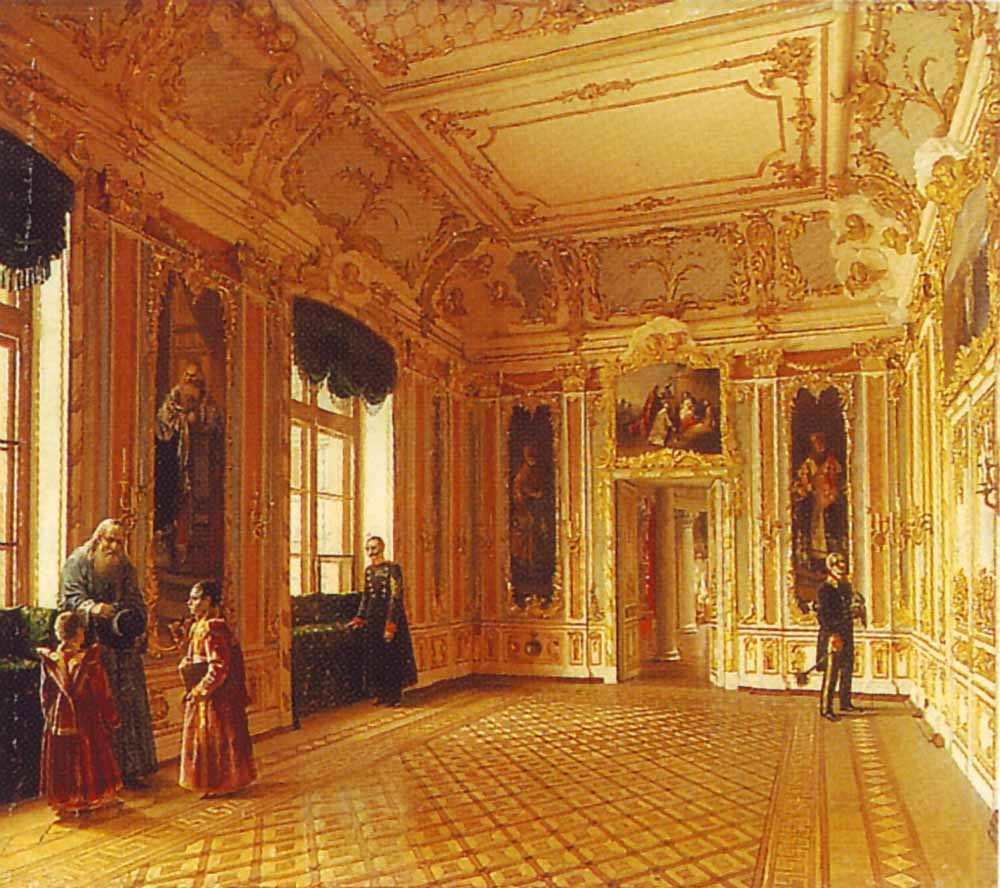
Внутренний вид Малой церкви Зимнего дворца в Петербурге
(Н. А. Бурдин, 1840 год)

Малая церковь стала первым помещением Зимнего дворца, восстановленным после пожара. Её освящение состоялось накануне её храмового праздника, дня Сретения Господня, 1 (13) февраля 1839 года — на полтора месяца раньше, чем Большая церковь Зимнего дворца. Чин освящения совершил митрополит Киевский и Галицкий Филарет (Амфитеатров).

### После революции
После Февральской революции Временное правительство национализировало Зимний дворец, включая обе размещённые в нём домовые церкви. В ноябре 1917 года на базе Зимнего дворца был открыт Государственный Эрмитаж. 29 мая 1918 года Президиум ЦИК Союза коммун Северной области отказал Братству приходских советов в использовании помещения бывшей домовой церкви, находящейся на территории музея. Право использования помещений церкви было передано Музею революции, и в 1929 году при устройстве лектория музея иконостас был демонтирован. В 1939 году при устройстве служебного помещения для Эрмитажа стены были закрыты щитами с холстом, плафон забелён, а декоративные элементы демонтированы. В дальнейшем в помещении домовой церкви разместились реставрационные мастерские Эрмитажа.

### Новейшая реставрация

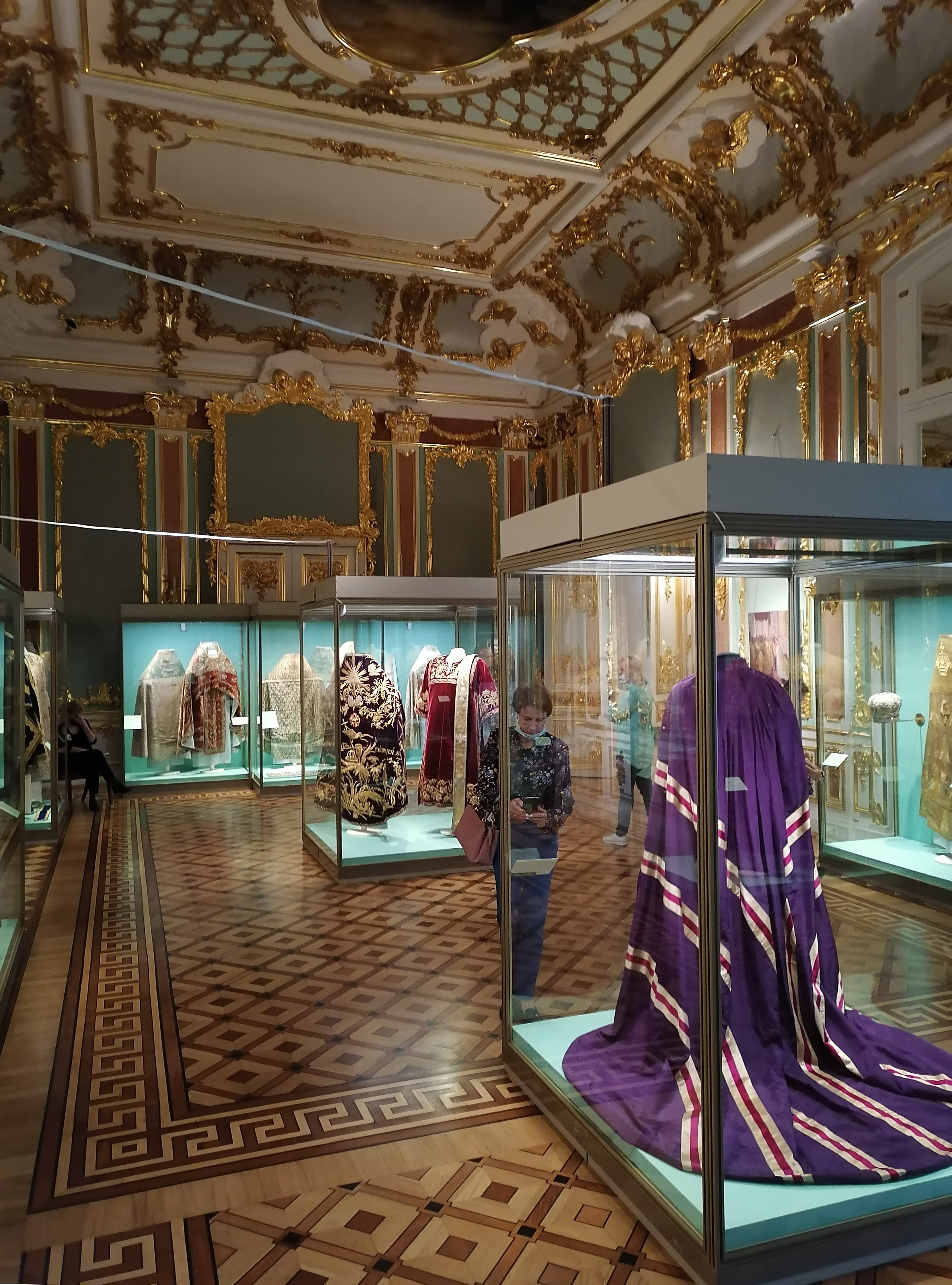
Церковный зал в 2021 году после реставрации

В 1990-е годы проведена реставрация сохранившегося декоративного убранства помещения церкви, в ходе которой был найден и расчищен живописный плафон «Сошествие Святого Духа» Николая Майкова. В дальнейшем реставрационные работы продолжались: головки херувимов из папье-маше нашлись в фондах и вернулись на место, отреставрирован паркет. Иконостас решили не реконструировать (из 16 исторических икон, находившихся здесь, сохранилось только 2 в коллекции Русского музея).
5 мая 2021 года церковный зал был открыт для посещения публики, в нём развёрнута экспозиция «Православные церковные облачения XVII — начала XX века в собрании Эрмитажа».

## Внутреннее убранство

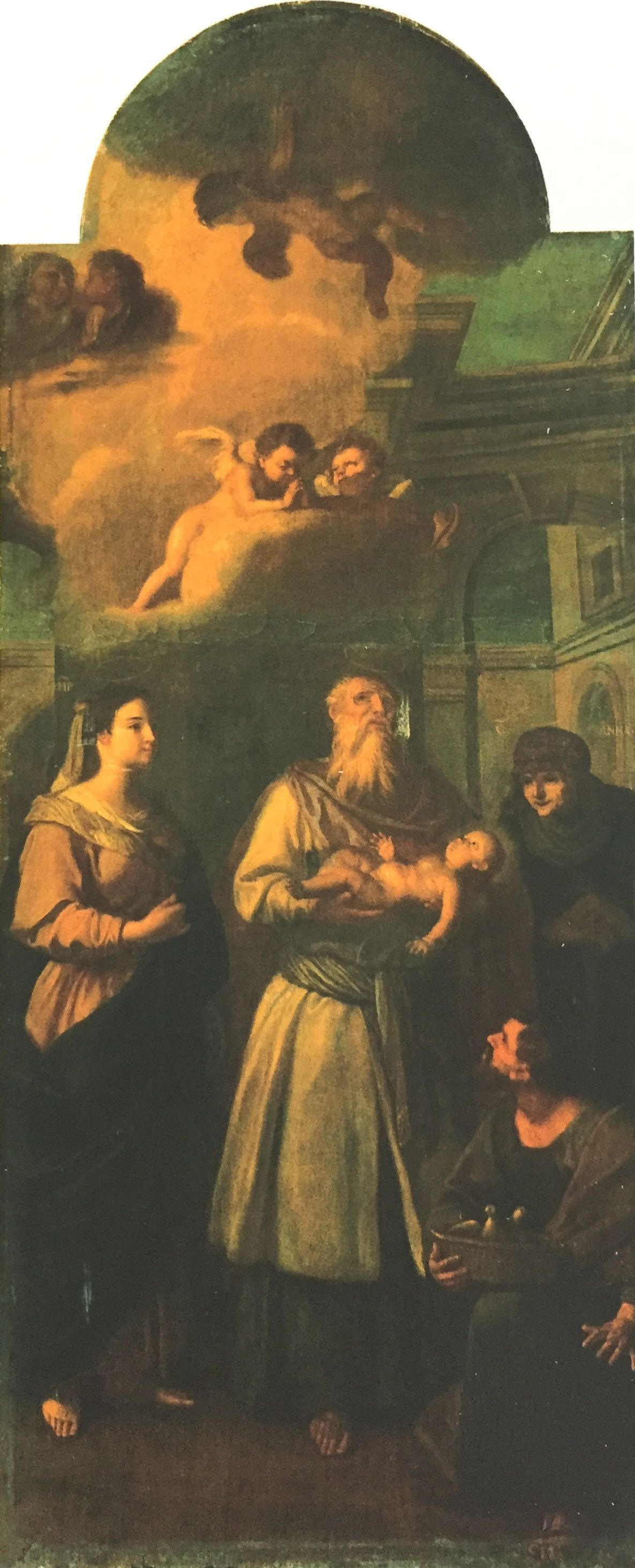
Сретение Господне (храмовая икона Малой церкви, вторая треть XVIII века)

Декоративное убранство Сретенской церкви воссоздавалось В. П. Стасовым в 1838—1839 годах. Для воспроизведения первоначального, допожарного, облика были использованы сведения о её ремонтах в конце XVIII — первой третьи XIX века, рассказы о том, как выглядел её интерьер.
Церковь получила сложное золочёное барочное убранство — некоторые элементы декора были позолочены по цветному грунту-подложке, при этом объёмные изображения головок ангелов и рокайльные орнаменты были сделаны из папье-маше. Стены были расчленены пилястрами и окрашены в светло-голубой цвет.
Поскольку над церковью находилась Бриллиантовая комната, то помещение не имело сводов; плоский потолок был украшен плафоном с изображением Сошествия Святого Духа работы Н. А. Майкова по рисунку Т. А. Неффа.
В церкви был установлен двухъярусный иконостас работы В. Бобкова:
Алтарь отделён от храма деревянным двухъярусным столярной работы с позолотою иконостасом. Царские врата - сквозные резные, а северные и южные глухие. Образа в Царских вратах: Благовещения и евангелистов. По иконостасу с правовой стороны Царских врат — образ Сретения Господня, с левой - путешествие Божией Матери с Предвечным Младенцем и Иосифом в Египет.
В иконостасе находилось 16 икон, часть из которых — это спасённые при пожаре старые образа, написанные на холсте во второй трети XVIII века предположительно И. И. Бельским и И. Я. Вишняковым (документы, указывающие на авторство и более точное время написания икон отсутствуют). На стены были помещены новые образа с изображений святителей, написанные Т. А. Неффом. Выбор сюжетов был осуществлён в соответствии с памятными датами истории императорского дома.
На кровле дворца над Малой церковью был устроена звонница с барочным луковичным куполом.
Лестница дворца, ведущая к Сретенской церкви, получила название Церковная.
В ризнице церкви с конца XIX века хранился золочёный серебряный крест с мощами Трёх Святителей и частицей Животворящего Древа, который был привезён из монастыря Пантократор (Афон).